# Troglocobitis starostini
Troglocobitis starostini é uma espécie de peixe actinopterígeo da família Balitoridae.
Apenas pode ser encontrada no Turquemenistão.